# Ford Vedette
Pour les articles homonymes, voir Vedette.
La Ford Vedette est une limousine à six glaces latérales présentée par la filiale de Ford en France (Ford SAF) en octobre 1948. La Vedette concurrence la Citroën Traction Avant 15-Six, la Hotchkiss 13 cv et la Salmson S 4-E.

## Historique
La voiture Vedette 1949 est le premier modèle de Ford SAF qui succède à la Ford V8-F472 produite de 1946 à 1948 à l'usine de Poissy qui était la reprise du modèle Matford V8-F92A 13 cv produite avant guerre à Strasbourg.
Vendue 620 000 Francs au salon de 1948, elle se situe dans la gamme supérieure des voitures de série, avec comme concurrentes la Citroën Traction Avant 15-Six vendue 550 000 francs, la Hotchkiss S49 ou Artois 13 cv et la Salmson S 4-E vendue plus de 800 000 Francs, qui sont équipées de moteurs à 4 et 6 cylindres.
Elle est équipée d'un moteur V8 à soupapes latérales, les soupapes ne sont pas en haut du moteur mais parallèles aux cylindres ; il n'y a donc pas de culbuteurs et le moteur, qui développe 60 ch SAE, est plus silencieux.
La Vedette est la première Ford en France à proposer une suspension avant à roues indépendantes avec des triangles superposés et des ressorts hélicoïdaux. Sur sa remplaçante, la Versailles, l'ingénieur Earle MacPherson développera sa suspension à jambe de force. Une autre originalité est l'ouverture inversée des portes arrière et avant, disposition appelée aujourd'hui « portière antagoniste ».

### Origines américaines

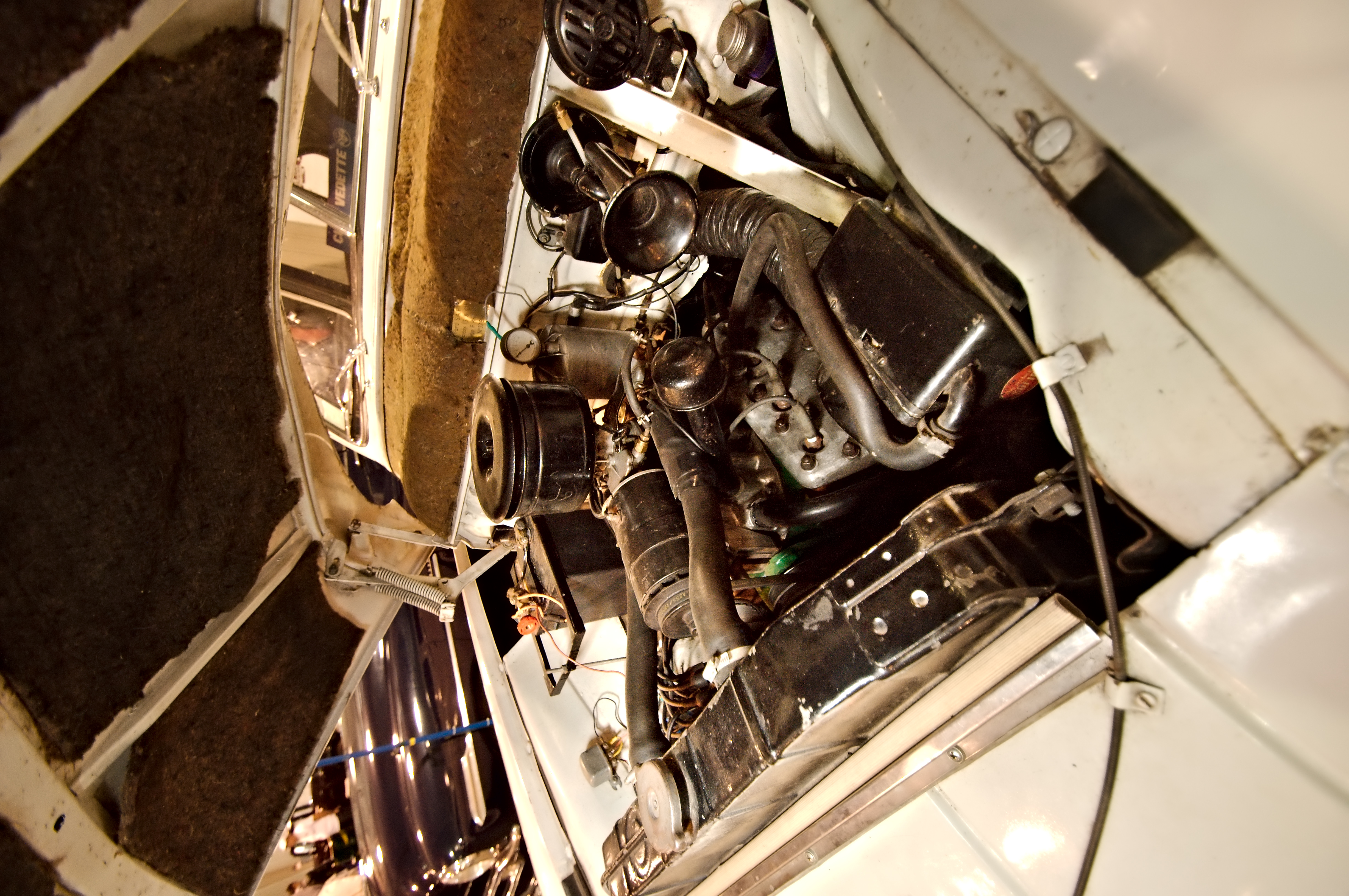
Un des moteurs montés sur la Ford Vedette.

Pendant la guerre, le groupe Ford réfléchit à un projet, cher à Edsel Ford de ressusciter aux Etats-Unis le concept de la Ford T en développant une « voiture légère » d'entrée de gamme plus petite que les modèles « full-size ». Le projet évolua (d'abord une deux volumes), donnant naissance à quelques prototypes sortis d'usine en 1944-1945 avec un 5-cylindres ou un V8. On y retrouve déjà une carrosserie à flancs lisses sans ailes séparées avec un arrière dit « Dos rond » et le choix d'une caisse monocoque s'impose rapidement. Sans cesse reportées et modifiées, plusieurs fois critiquées, les « petites Ford » furent finalement proposées pour un possible lancement en 1949, mais finalement refusées : ce nouveau modèle risquait de cannibaliser les ventes des nouvelles « grandes Ford » ou d'être un gouffre financier (il était difficile de produire ces petites voitures à un coût plus bas sans rogner sur les matériaux et finitions par rapport aux modèles de plus grande taille déjà dépouillés en finition standard). Comme, depuis 1945, Ford France réclamait les plans de cette « petite » voiture pour remplacer ses Matford Alsace V8 issues d'un modèle apparu en 1935. En cédant pour 200 000 $ les plans et études à leur filiale française, la firme de Dearborn put en partie amortir les dépenses de développement de ce modèle jamais réalisé.
Finalement, à l'issue d'un changement de dernière minute, le modèle de 1949 vendu par Ford aux Etats-Unis sera plus petit que prévu et doté (en option) d'un six-cylindres mais surpassera tout de même les dimensions de la Ford Vedette française.

### Évolution
Pour 1950, un coach et un cabriolet s'ajoutent à la gamme des Vedette jusqu'en 1952. Il est possible de disposer en option d'une boîte de vitesses Cotal à commande manuelle électromagnétique. Les pare-chocs sont inversés (moulure passant de haut en bas). Ceux-ci sont plus enveloppants en mai 1951 tandis que les enjoliveurs de roue sont lisses et perdent leur inscription Vedette emboutie.
Pour 1952, le très élégant coupé de luxe Comète est lancé, avec une caisse produite par Facel-Metallon sur châssis de la Vedette.
En mai 1952 apparaît l'Abeille : une version utilitaire dépouillée de tous chromes mais disposant d'un pratique hayon arrière en deux parties.
Pour 1953, la Vedette est remaniée avec une carrosserie cossue de trois volumes avec coffre séparé. L'ancien pare-brise en deux parties planes, devient en une seule partie en gardant son galbe central et la calandre est nouvelle. En mai, le nom Vedette s'inscrit sur la baguette latérale avant. Celle-ci s'affine et se prolonge sur la porte avec l'écusson de la ville de Poissy pour 1954.
En octobre 1953, la marque lance un puissant modèle de haut de gamme (22 CV), la Vedette Vendôme. Elle bénéficie d'un moteur Mistral de 3,9 litres de 95 ch SAE d'origine Mercury qui transforme le comportement de la voiture, la puissance s'ajoutant au couple.
Le même traitement moteur est appliqué au Coupé Comète qui devient la luxueuse et assez exclusive Ford Comète Monte-Carlo.

### Remplacement
La série suivante, les Ford Vedette modèles 1955, Trianon, Versailles, Régence, conçue par Ford et présentée en septembre 1954 n'a conservé le nom de Ford que durant quelques mois, de septembre à décembre 1954. Le rachat de Ford SAF par Simca en 1954 a fait que le nouveau modèle va s'appeler Simca Vedette série Versailles dès le 1er décembre 1954.

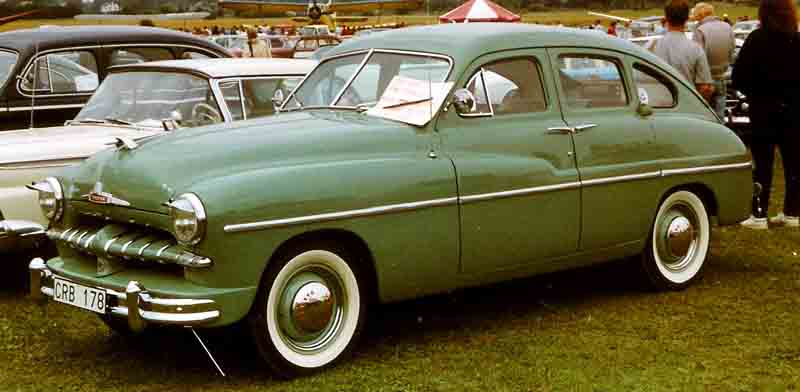
Ford Vedette Sedan (1951).
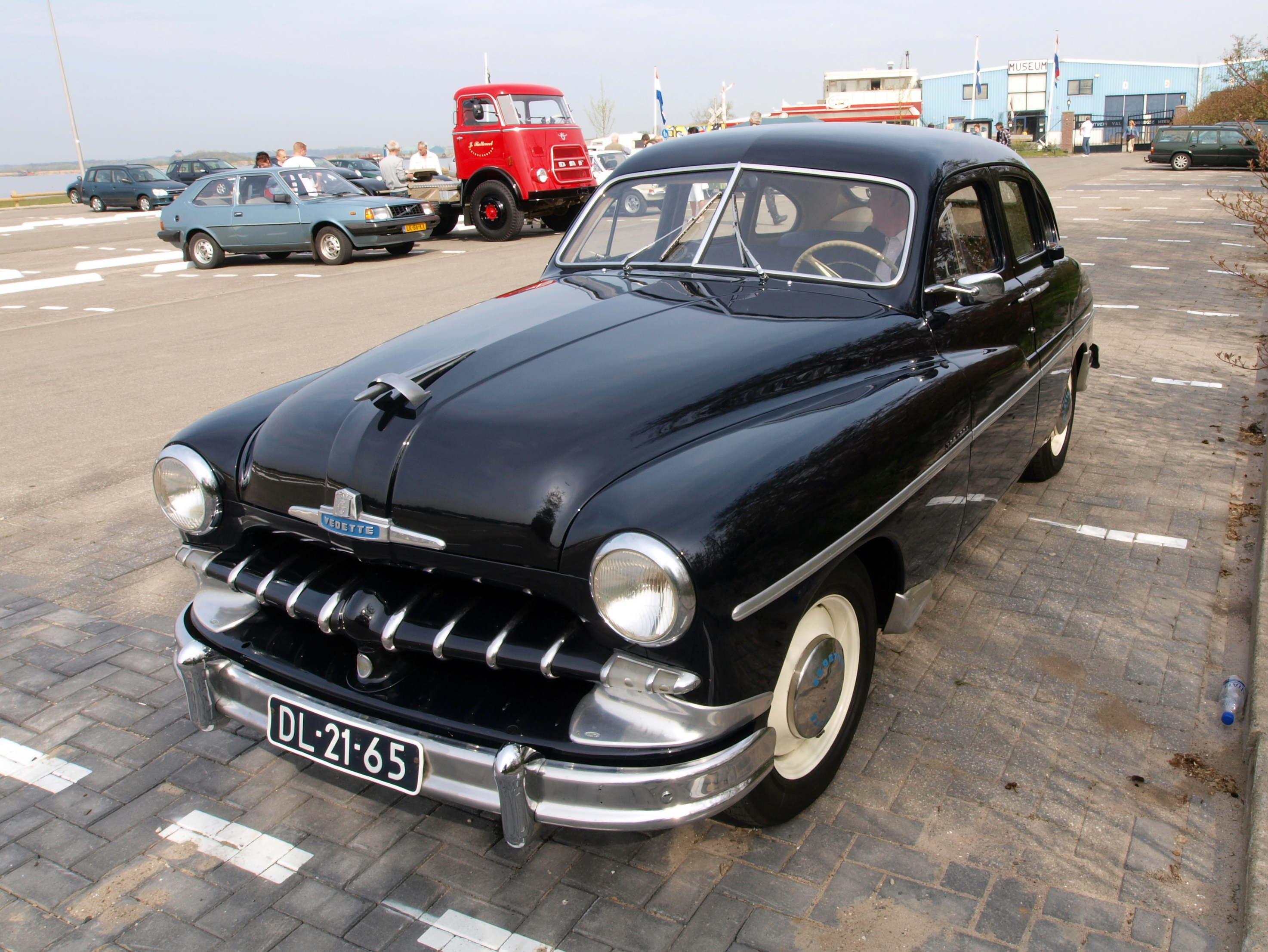
Ford V8 Vedette (1952).
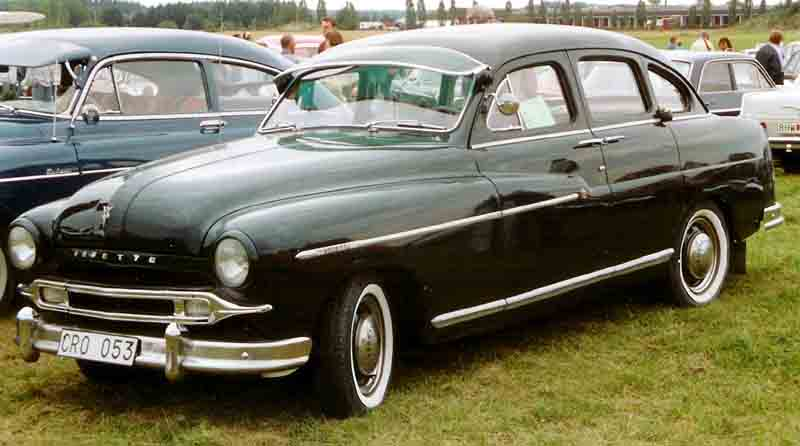
Ford Vedette (1953).
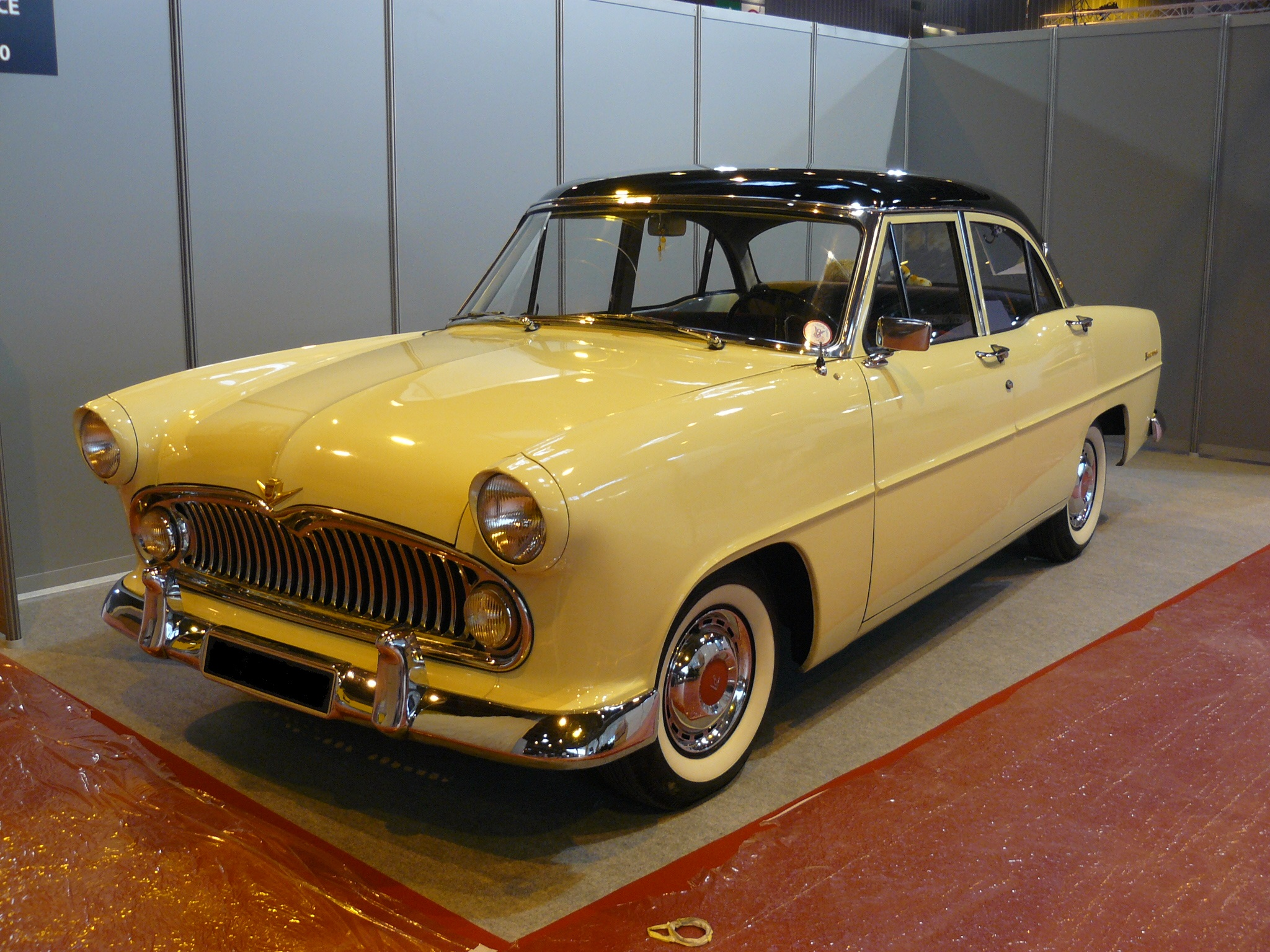
Simca Versailles (1957).

## En littérature
Max le Menteur, le héros récurrent des romans d'Albert Simonin (Touchez pas au Grisbi!, Le cave se rebiffe, etc.), truand enrichi et vieillissant, mais qui a toujours un pied dans la voyoucratie, est le propriétaire d'une Vedette V8, voiture bourgeoise et statutaire dans les années 1950. Lors d'un règlement de comptes (Touchez pas au Grisbi !), il s'en sert pour écraser un petit voyou qui le pointait avec son arme. La Vedette est ensuite volée par la bande rivale composée de jeunes malfrats traîtres à la loi du milieu et Max le menteur, pris pour cible, est contraint d'arroser sa propre voiture à la mitraillette Sten, avec d'autant plus d'efficacité qu'il sait pertinemment dans quels recoins les adversaires vont se tapir pour se protéger.
Le lendemain, il se présente d'un air dégagé au commissariat pour récupérer sa voiture trouée comme une passoire et dont la sellerie est tachée de sang, rassurant les inspecteurs Larpin et Maffeux qui « s'inquiétaient pour sa santé ». Grand seigneur, il offre le pastis à tous les « poulets » du commissariat, en les remerciant pour l'ardeur qu'ils mettent à protéger le bien des honnêtes gens.

## A la télévision
Le Commissaire Laviolette, dans la série homonyme, se déplace en Ford Vedette rouge sang, une couleur qui n'a jamais été présente au catalogue.